# Parc Central de Mataró
Parc Central de Mataró és una zona ajardinada de la ciutat de Mataró (Maresme) protegida com a bé cultural d'interès local.
Va ser inaugurat l'any 1893 en el marc d'un projecte recreatiu de gran envergadura que incloïa un parc d'esbarjo privat i un velòdrom al que en aquells moments encara eren els afores de la ciutat. La zona ajardinada disposava d'avingudes arbrades, un estany, zona de patinatge, un cafè i l'escultura del popular "negrito". L'any 1894 també s'hi va aixecar una plaça de braus que va tenir molt poca durada. És una obra de Mataró
Té un valor especial la tanca del parc formada per pilars quadrats d'obra vista i pedra artificial. Damunt els pilars de la part central, una cornisa serveix de base per la col·locació de les lluminàries. Entre els pilar hi ha unes reixes de ferro amb motius geomètrics.